# غابة صنوبرية

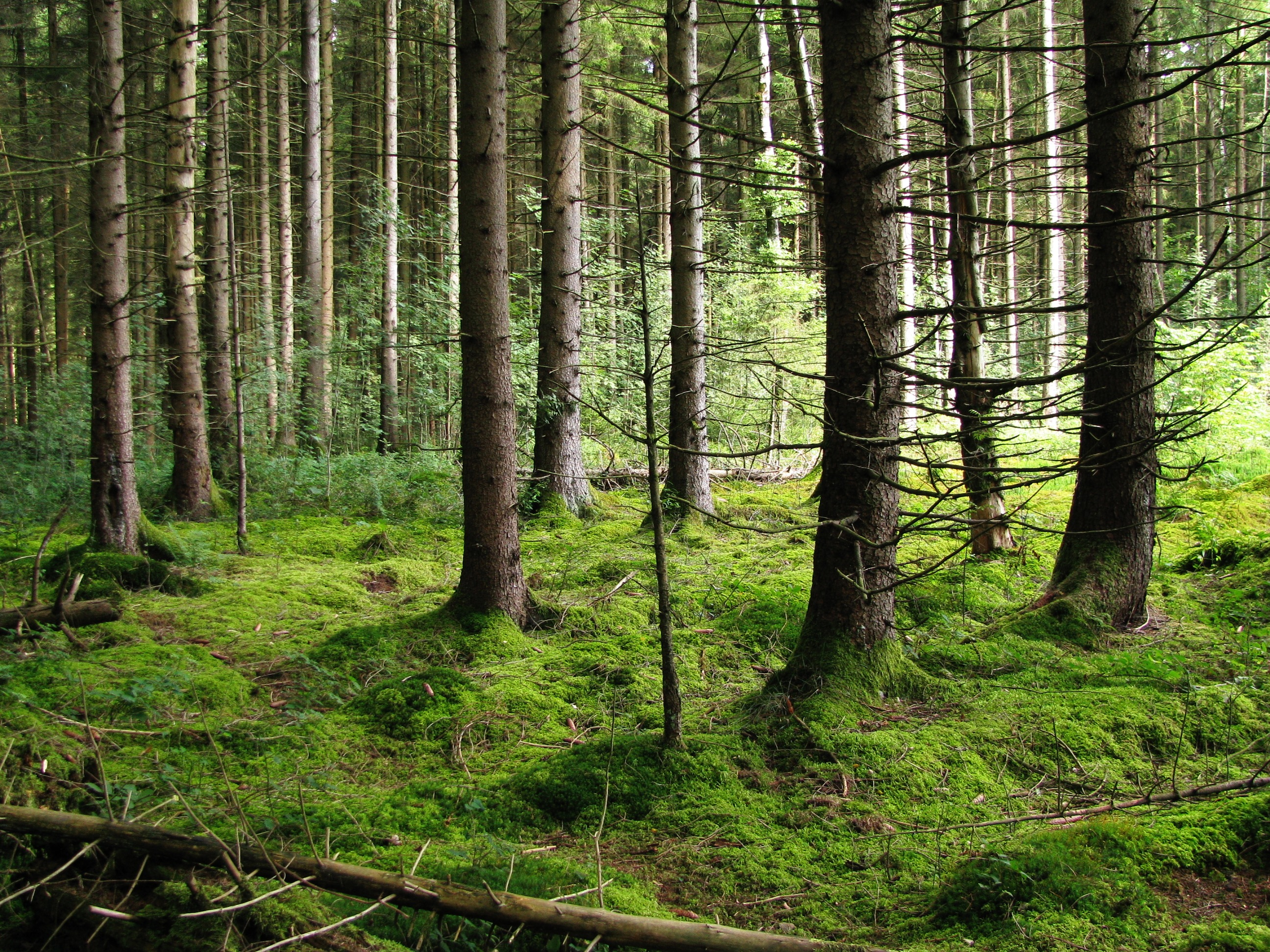
غابة صنوبرية في ألمانيا.

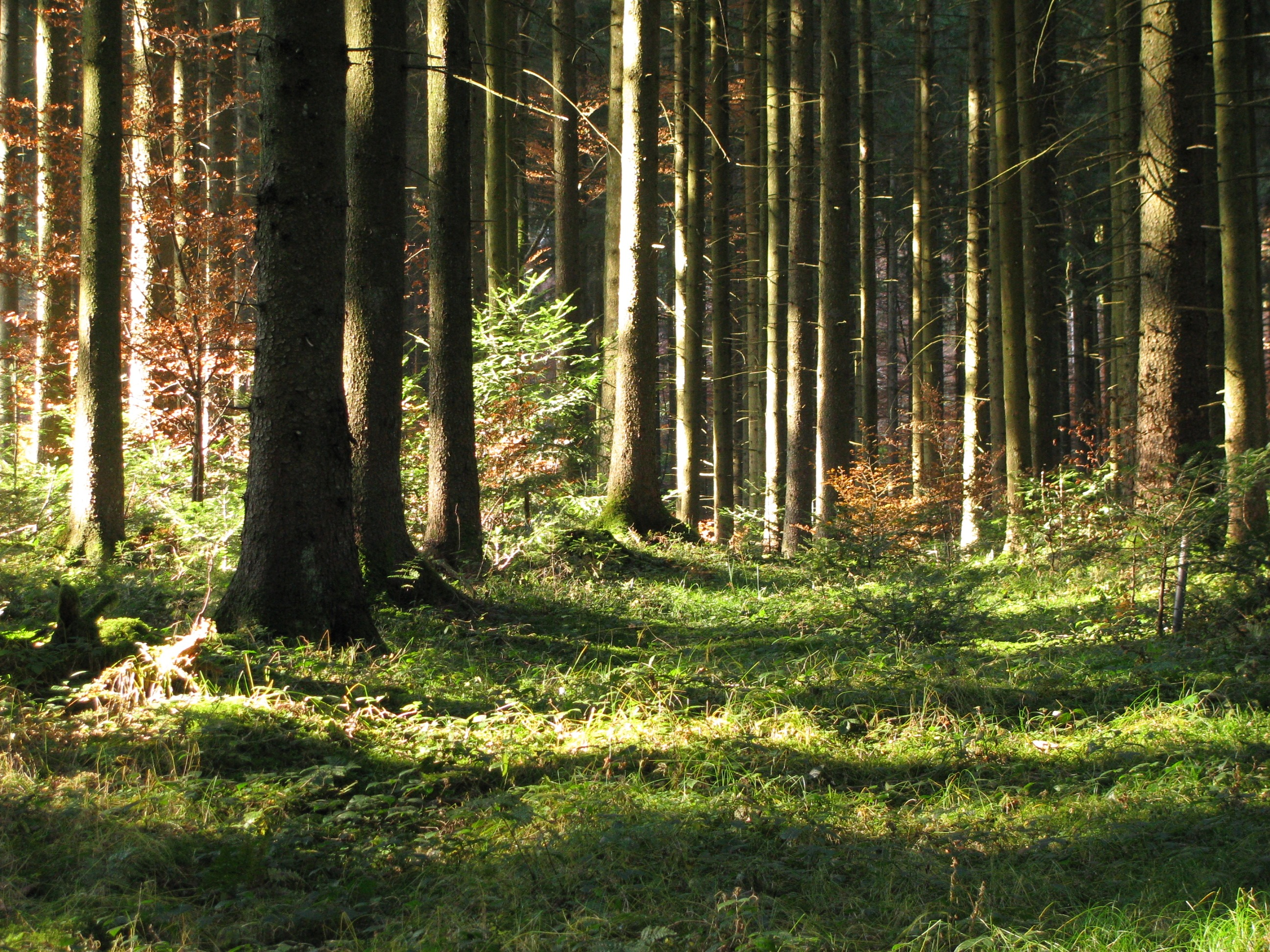
غابة زيلار والد الصنوبرية بألمانيا.

الغابات الصنوبرية هي نوع من الأنظمة البيئية الطبيعية التي توجد في المناطق المعتدلة. وهي مجموعة فرعية من عاريات البذور. جميع الصنوبريات الموجودة هي نباتات خشبية معمرة مع نمو ثانوي. على الرغم من أن القليل منها عبارة عن شجيرات. ومن الأمثلة على ذلك أشجار الأرز ودوغلاس التنوب وأشجار السرو والتنوب والعرعر والكوري والأرز والصنوبر والشوكران والأخشاب الحمراء والتنوب واليوس. اعتبارًا من عام 1998، قُدر أن قسم Pinophyta يحتوي على ثماني عائلات و 68 جنسًا و 629 نوعًا حيًا.

## اقرأ أيضاً
- الغابات الاستوائية
- الغابات المطيرة